# 迪特马尔·哈曼
戴馬·夏文（德語：Dietmar Hamann，1972年8月27日—），德國職業足球員，司職防守中場，退役後出任教練。

## 生平

### 球員

#### 球會
哈曼首先成长于德国集镇科纳斯莱特，直至1976年家庭迁往慕尼黑。作为青年球员他出身於慕尼黑瓦克尔后投至德國班霸拜仁慕尼黑青年队。在1998年夏文代表拜仁慕尼黑完成了106次的德甲出场后，以550万英镑转会至英超球會纽卡素。一年后又以800万英镑的身价转至另一支英超球會利物浦。於2006年哈曼短暫加盟保頓後以自由球员身份轉投曼城，并效力三年後才被放棄。在休戰一季後於2010年夏季加盟英甲球會米爾頓凱恩斯，簽約一年，出任球員兼教練。2011年2月3日夏文轉投英冠球會莱斯特城，全職擔任一隊教練。
哈曼随拜仁慕尼黑获得过1994年和1997年的德甲冠军，1998年的德国杯冠军和1996年的欧洲联盟杯冠军；随利物浦获得过2001年的欧洲联盟杯冠军和2005年的欧洲冠军联赛冠军。效力利物浦期間乃夏文的高峰期，他除了在中場線上主力防守外，也常在關鍵時刻主射罰球建功，他在2001年贏得的英格蘭足總盃、英格蘭聯賽盃和歐洲足協盃，時稱「盃賽三冠王」，得以令他迅速受到球迷的爱戴和成为利物浦阵中重要一员。

#### 國家隊
作为国家队成员的哈曼总共为德国队出场59次，并攻入5球。哈曼参加过1998和2002两届国际足联世界杯，以及2000和2004两届欧洲足球锦标赛。他的首次国家队出场是德国队在1997年11月15日在杜塞尔多夫以3:0战胜南非的比赛中；他的最后一场国家队比赛是在2005年的夏天对阵荷兰。

### 教練及領隊
2010年5月20日夏文加盟米爾頓凱恩斯擔任球員兼教練，簽約一年，他於翌年2月3日離隊轉投莱斯特城成為一隊教練。
由東尼·依雲士（Tony Evans）牽頭以利物浦為基地的財團收購剛降班議會全國聯賽的史托港後，隨即於2011年7月5日邀請夏文擔任領隊，雙方簽署一年合約。但斯托克港在哈曼的执教下成绩不佳，排名跌入降级区。2011年11月7日，斯托克港宣布解雇哈曼。

## 其它
- 哈曼是著名的旧温布利球场的最后一位进球者，那是在2000年10月7日英格兰0：1负于德国的2002年世界杯预选赛中。
- 哈曼有一个长兄，马蒂亚斯·哈曼（Matthias Hamann）
- 哈曼有两个女儿，Luna和Chiara
- 哈曼还有个爱好是板球运动，尽管他从未玩过。

## 榮譽
德國國家隊;
- 世界盃亞軍：2002

拜仁慕尼黑
- 德甲联赛：1994，1997
- 德国足协杯：1998
- 欧洲联盟杯：1996

利物浦;
- 英格蘭足總盃：2001
- 英格蘭聯賽盃：2001
- 欧洲冠军杯：2005
- 歐洲足協盃：2001

## 外部連結
- 足球数据库：迪特马尔·哈曼的球员统计数据
- Career stats at Fussballdaten.de （页面存档备份，存于） （德文）
- Profile at LFC History （页面存档备份，存于）
- Profile at FIFA.com （页面存档备份，存于）